# Affinität (Marktforschung)
Unter Affinität versteht man in der Marktforschung das Maß dafür, wie intensiv eine oder mehrere Eigenschaften einer Zielgruppe in einer Vergleichsgruppe („Grundgesamtheit“) ausgeprägt sind, woraus sich ermitteln lässt, wie stark vertreten die Zielgruppe innerhalb der Vergleichsgruppe ist (die gesamte Zielgruppe kann um jene größer sein, die zwar der Zielgruppe, nicht aber der Vergleichsgruppe angehören). Sie kann als dezimaler („0,95“) oder prozentualer („95 %“) Wert angegeben werden (das %-Zeichen wird oft weggelassen) und wird auch als Affinitätswert oder Indexwert bezeichnet („Index“, weil der Wert auf etwas hinweist oder man davon etwas ablesen kann).
Die Affinität ist auch das Maß für die Eignung eines Werbeträgers (Medium wie etwa Magazin, Zeitung, TV-Sender, Radiostation, Internet-Angebot etc.) zur Ansprache einer bestimmten Zielgruppe, gemessen als Anteil der Nutzer in der Zielgruppe an allen Nutzern des Werbeträgers oder als Index, durch das Verhältnis der Reichweite in der Zielgruppe zur Gesamt-Leserschaft und/oder -Besucherzahl eines Mediums.
Beispiele:
- Der Anteil1 von Kfz-Besitzern2 an allen Lesern des Kundenmagazins der Berliner Verkehrsbetriebe3
- Der Anteil1 von Nicht-Besitzern eines Kfz2 an allen Lesern der ADAC Motorwelt3
- Der Anteil1 von Kfz-Kaufinteressierten2 an allen Lesern der ADAC Motorwelt3
- Der Anteil1 von Rauchern2 unter allen Deutschen3
- Der Anteil1 von Mikrowellengericht-Käufern2 an allen Käufern von Fertiggerichten3
- Der Anteil1 von PC-Welt-Lesern2 an allen iPad-Kaufinteressenten3

1 Ausprägung der Eigenschaft bzw. zu ermittelnde Zielgruppengröße
2 Zielgruppe bezeichnende Eigenschaft
3 Grundgesamtheit als Vergleichsgruppe

## Wert als Index
Indem er sie ins Verhältnis setzt, zeigt der Wert auf, wie ausgeprägt die Eigenschaften der Zielgruppe innerhalb der Vergleichsgruppe sind.
Bei einem Affinitätswert von 100 % (1,0) ist die Eigenschaft durchschnittlich ausgeprägt; an einem Wert deutlich darüber kann eine intensive Ausprägung der Eigenschaft abgelesen werden – Zielgruppe und Grundgesamtheit sind also sehr affin. Wenn die Grundgesamtheit die Leserschaft eines Werbeträgers ist, würde man in diesem Fall über diesen Werbeträger die Zielgruppe sehr wahrscheinlich gut erreichen und durch Werbung darin ansprechen können.

## Berechnung des Wertes
{\displaystyle {\frac {\text{Reichweite in der Zielgruppe}}{\text{Reichweite in der Grundgesamtheit}}}\cdot 100\,\%}